# Renta nacional
La renta nacional es una magnitud económica, que está compuesta por todos los ingresos que reciben todos los factores productivos nacionales durante un cierto periodo, descontando todos los bienes y servicios intermedios que se han utilizado para producirlos. Es una herramienta valiosa para analizar los resultados del proceso económico, que concretamente mide la cantidad de bienes y servicios de los que se han dispuesto en el país durante cierto año. 
Existen diversas magnitudes que miden la actividad económica o la producción de un país como son el producto interior bruto (producto interno bruto), el producto nacional bruto y la renta nacional.

## Cálculo de la renta nacional
La renta nacional nos permite medir el desarrollo económico de un país ya que sirve para:
1. Conocer si el progreso permanece igual o retrocede.
2. Apreciar el aporte que realizan los distintos sectores de la actividad económica.
3. Conocer en qué forma se distribuyen los ingresos.

Para calcular la renta nacional pueden seguirse dos caminos:
1. Sumar todos los bienes y servicios del país en un determinado periodo.
2. Sumar los valores pagados a los empleados, capitalistas, trabajadores, entre otros.

### Cálculo de la RN a partir del PIB
Para calcular la renta nacional a partir del PIB se resta la depreciación, denominada «consumo de capital fijo» en el sistema Sistema Europeo de Cuentas de la contabilidad nacional. Como resultado, se obtiene el producto interior neto. Dado que la renta nacional es la suma de las retribuciones a todos los factores de producción nacionales y, por tanto, deben estar incluidas las rentas percibidas fuera del país por los factores de producción nacionales (RRN) y no las rentas percibidas por los factores de producción extranjeros dentro del país (RRE) y por último se deben restar los impuestos indirectos netos de subvenciones para calcular la renta nacional al precio de los factores. 
| Símbolo             | Nombre                                                                    |
| ------------------- | ------------------------------------------------------------------------- |
| {\displaystyle RN}  | Renta nacional                                                            |
| {\displaystyle RA}  | Remuneración de asalariados o rentas del trabajo                          |
| {\displaystyle ENE} | Excedente neto de explotación, suma de alquileres, intereses y beneficios |

| Símbolo                  | Nombre                                               |
| ------------------------ | ---------------------------------------------------- |
| {\displaystyle RN}       | Renta nacional                                       |
| {\displaystyle RRN}      | Rentas de los residentes nacionales fuera del país   |
| {\displaystyle RRE}      | Rentas de los residentes extranjeros dentro del país |
| {\displaystyle PIB_{PM}} | Producto interior bruto a precios de mercado         |
| {\displaystyle Ti}       | Impuestos indirectos                                 |
| {\displaystyle Sub}      | Subvenciones a las empresas                          |
| {\displaystyle CCF}      | Depreciación del capital productivo del país         |

| Símbolo                  | Nombre                                         |
| ------------------------ | ---------------------------------------------- |
| {\displaystyle RN}       | Renta nacional                                 |
| {\displaystyle PNN_{CF}} | Producto nacional neto a coste de los factores |

## Valor de mercado
Para contabilizar un bien o servicio, es necesario asignarle un valor. El valor que las medidas de ingreso y producción nacionales asignan a un bien o servicio es su valor de mercado: el precio que obtiene cuando se compra o se vende. La utilidad real de un producto (su valor de uso) no se mide, suponiendo que el valor de uso sea diferente de su valor de mercado.
Se han utilizado tres estrategias para obtener los valores de mercado de todos los bienes y servicios producidos: el método del producto (o producción), el método del gasto y el método del ingreso. El método del producto analiza la economía industria por industria. El producto total de la economía es la suma de los productos de cada industria. Sin embargo, dado que la producción de una industria puede ser utilizada por otra industria y convertirse en parte de la producción de esa segunda industria, para evitar contar el artículo dos veces, no usamos el valor de la producción de cada industria, sino el valor agregado; es decir, la diferencia entre el valor de lo que produce y lo que recibe. El valor total producido por la economía es la suma de los valores agregados por cada industria.
El método del gasto se basa en la idea de que todos los productos son comprados por alguien o alguna organización. Por lo tanto, sumamos la cantidad total de dinero que gastan las personas y las organizaciones en comprar cosas. Esta cantidad debe ser igual al valor de todo lo producido. Por lo general, los gastos de los particulares, los gastos de las empresas y los gastos del gobierno se calculan por separado y luego se suman para dar el gasto total. Además, se debe introducir un término de corrección para contabilizar las importaciones y exportaciones fuera de la frontera.
El método de ingresos funciona sumando los ingresos de todos los productores dentro del límite. Dado que lo que se les paga es solo el valor de mercado de su producto, su ingreso total debe ser el valor total del producto. Los salarios, los ingresos de los propietarios y las ganancias corporativas son las principales subdivisiones de los ingresos.

## Usos de la renta nacional
Cuando el ahorro se destina a comprar bienes para aplicarlos a la producción se denomina inversión. La idea de consumo está asociada a la idea de gasto. La renta nacional se destina en gran medida al consumo para la satisfacción de las necesidades de los agentes económicos.
La parte no consumida de la renta nacional se ahorra/invierte. En una economía cerrada el ahorro iguala a la inversión, es decir, el ahorro destinado a la adquisición de bienes de capital se convierte en inversión. Sin embargo, en una economía nacional abierta que exporta e importa bienes del extranjero la inversión y el ahorro en general no serán exactamente iguales, esto puede verse reescribiendo la (1) como:

(3a){\displaystyle (PIB-C)-I=X-M\,}

Si se define el ahorro más específicamente como la diferencia entre el PIB y el consumo entonces se tiene la siguiente ecuación fundamental:

(3b){\displaystyle {\mbox{Ahorro}}-{\mbox{Inversión}}={\mbox{Exportaciones}}-{\mbox{Importaciones}}\,}

Es decir en un país el ahorro sólo puede superar a la inversión si las exportaciones superan en valor a las importaciones.